# Galerie U Netopýra

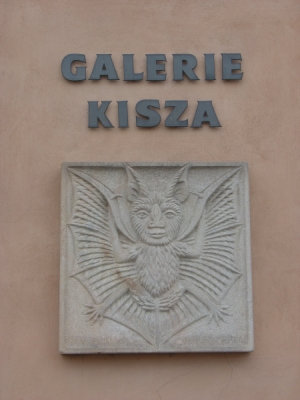
Reliéf na domě

Galerie U Netopýra je soukromá galerie umění v Kadani se stálou výstavou díla akademického malíře a sochaře Herberta Kiszy. Galerie, otevřena v roce 1991, se nachází na Mírovém náměstí v měšťanském domě, jehož interiér byl upraven k výstavním účelům. 